# Idioma janti
La lengua janti u ostiaco (nombre tradicional que le daban los rusos) pertenece a la familia de lenguas urálicas, su pariente más cercano es el mansi o vogul.
Es la lengua de los janti u ostiacos, que viven en el norte de Siberia, en las regiones de la cuenca de los afluentes del río Obi y del Irtish y en el curso medio y bajo del Obi. 
Según los datos del censo del 2002, el número de jantis alcanza las 28 700 personas, la mayoría de las cuales (25 900) viven en el Distrito autónomo de Janti-Mansi (excepto en las regiones occidentales, habitadas por los mansi) y de Yamalia-Nenetsia, el resto habitan la zona nororiental de la región de Tomsk. Durante el transcurso del siglo XX la población janti ha permanecido más o menos estable, pero ha variado negativamente el conocimiento de su lengua, y así, si en 1959, el 77% de ellos tenían el janti como su lengua materna (para un total de 19 410), en 1970 el porcentaje había bajado al 68,9% (para una población total de 21 138), y en 1989 aún más, a un 60,5%. Junto a esta tendencia ha crecido de manera imparable el número de jantis que dominan el ruso (y que lo tienen como lengua materna o segunda lengua): de un 70,3% en 1959 a un 89,4% en 1989.

## Dialectos
Al ser la población janti tan pequeña y extenderse por un territorio inmenso, la fragmentación dialectal es acusada. Se suelen considerar dos grupos de dialectos, los occidentales (propiamente jantis), a su vez divididos en septentrionales y meridionales, y los dialectos orientales (o también llamados kantyk, según la denominación endógena de los propios janti orientales). Entre los primeros se encuentran por ejemplo los dialectos Obdorian, Obi, Irtysh, entre los orientales por ejemplo el de Surgut o el de Vaj-Vasiugán Los dialectos territorialmente adyacentes son similares entre sí, pero los puntos más alejados del continuo dialectal presentan diferencias importantes tanto en fonética, morfología y léxico, lo que impide que sean mutuamente comprensibles. Esto ha llevado a que en realidad no exista una lengua literaria unificada sino varias.

## Escritura

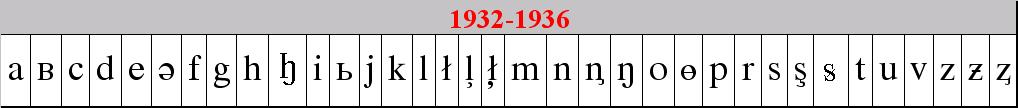
Alfabeto janti de 1932-36.

Los primeros intentos de crear una variante escrita para la lengua janti surgieron en 1868, cuando se tradujo a uno de los dialectos janti el Evangelio de San Mateo. En los años treinta se realizaron intentos por adaptar un alfabeto latino, pero en 1937 se pasó al cirílico. En la actualidad cuatro de los dialectos tienen su propia norma escrita diferenciada.
El janti se estudia en las escuelas primarias locales. Existe también un periódico.
El alfabeto actual usado para los cuatro dialectos es el siguiente:
| А а | Ӓ ӓ   | Б б | В в   | Г г | Д д | Е е | Ё ё |
| Ә ә | Ӛ ӛ   | Ж ж | З з   | И и | Й й | К к | Ӄ ӄ |
| Л л | Л’ л’ | М м | Н н   | Ӈ ӈ | О о | Ӧ ӧ | Ө ө |
| Ӫ ӫ | П п   | Р р | С с   | Т т | У у | Ӱ ӱ | Ф ф |
| Х х | Ц ц   | Ч ч | Ч’ ч’ | Ш ш | Щ щ | Ъ ъ | Ы ы |
| Ь ь | Э э   | Ю ю | Я я   |     |     |     |     |